# Soledad bij Francia
Soledad bij Francia – osada (buurt) w dzielnicy Mahaai, miasta Willemstad, w dystrykcie Willemstad, w kraju autonomicznym Curaçao, należącym do Holandii, w Ameryce Południowej. 20 października 2023 r. liczyła 188 mieszkańców. Pod względem powierzchni jest najmniejszą osadą w dzielnicy. 